# 小林良也
小林 良也（こばやし よしなり、1987年7月15日 - ）は、日本の男性俳優、声優。

## 出演作品

### テレビドラマ
- 四千万歩の男（鷹見忠常）
- 葵 徳川三代（豊臣秀頼〈幼少期〉）

### テレビアニメ
- 恋風（宮内一哉）
- 精霊の守り人（サグム）

### ゲーム
- エウレカセブン TR1:NEW WAVE（ナタバチ兄）

### 吹き替え
- 永遠の片想い
- がんばれ!ベアーズ ニュー・シーズン（ケリー・リーク）
- キャプテン・ウルフ（セス・プラマー）
- クジラの島の少女（ヘミ）
- ジャンパー（少年時代のデヴィッド）
- スタンドアップ（サミー・エイムズ）
- スパイダーマン2
- 太陽は、ぼくの瞳
- デアデビル（マット・マードック（少年時代））
- ペイ・フォワード 可能の王国
- ミスティック・リバー
- リジー&Lizzie（ゴード）
- リジー・マグワイア・ムービー（ゴード）
- リセス 〜ぼくらの休み時間〜（T.J.〈初代〉）